# 卢比安
卢比安（法語：Loubieng，法語發音：[lubjɛ̃]）是法国大西洋比利牛斯省的一个市镇，位于该省北部，属于波城区。

## 地理
卢比安（43°25'54"N, 0°45'31"W）面积23.43 平方千米，位于法国新阿基坦大区大西洋比利牛斯省，该省份为法国东南部省份，涵盖了贝阿恩与北巴斯克，西临大西洋比斯開灣，北至朗德省，东北接热尔省，东临上比利牛斯省，南与西班牙接壤。
与卢比安接壤的市镇（或旧市镇、城区）包括：欧多克斯、比年、卡斯泰特邦、卡斯泰特内、拉-蒙德朗、马斯拉克、奥藏克斯-蒙泰斯特吕克、索沃拉德。
卢比安的时区为UTC+01:00、UTC+02:00（夏令时）。

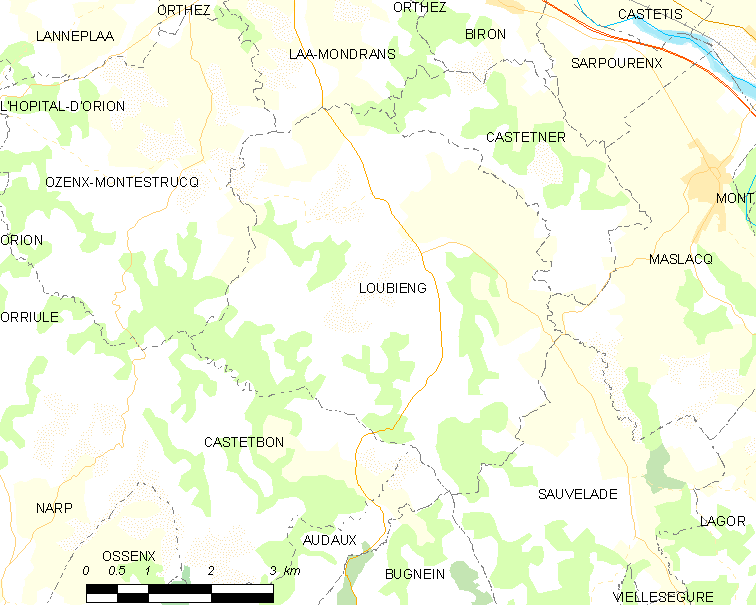
卢比安的OSM定位图

## 行政
卢比安的邮政编码为64300，INSEE市镇编码为64349。

## 政治
卢比安所属的省级选区为贝阿恩中心县。

## 交通
大西洋比利牛斯省省道D110线和D947线在境内交汇。

## 人口

1962-2008年间卢比安人口变化图示

卢比安于2022年1月1日时的人口数量为493人。